# Matthew Seifert
Matthew Alan Seifert (Reading, 11 dicembre 1992) è un pallavolista statunitense, centrale del Team Freedom.

## Carriera

### Club
La carriera di Matthew Seifert inizia nei tornei scolastici della Pennsylvania, giocando per la Exeter Township SHS. Al termine delle scuole superiori gioca nella NCAA Division I con la Penn State: saltata la stagione 2012, gioca coi Nittany Lions fino al 2016, raggiungendo tre volte la final 6 nazionale, senza andare mai oltre le semifinali.
Nella stagione 2017-18 firma il suo primo contratto professionistico nella Volley League greca con l'Ethnikos Pireo, mentre nella stagione seguente viene ingaggiato dal Bühl, nella 1. Bundesliga tedesca. Torna quindi in patria col Team Freedom, impegnato in NVA.